# Yulia Pajálina
Yulia Pajálina (Penza, Rusia, 12 de septiembre de 1977) es una clavadista o saltadora de trampolín rusa especializada en trampolín de 3 metros, donde consiguió ser campeona mundial en 1998.

## Carrera deportiva
- En el Campeonato Mundial de Natación de 1998 celebrado en Perth ganó la medalla de oro en el trampolín de 3 metros, con una puntuación de 544 puntos, por delante de la china Guo Jingjing (plata con 518 puntos) y la australiana Chantelle Michell  (bronce con 515 puntos); también ganó el oro en los saltos sincronizados desde trampolín de 3 metros, siendo su pareja Irina Lashko, por delante de las chinas y las estadounidenses.

- En el Campeonato Mundial de Natación de 2001 celebrado en Fukuoka ganó el bronce en el trampolín de 3 metros, tras la china Guo Jingjing  y la australiana Irina Lashko.

- Y en el Campeonato Mundial de Natación de 2009 de Roma ganó la medalla de bronce en la misma prueba de trampolín, en los saltos sincronizados.